# Stadtwerke Iserlohn
Die Stadtwerke Iserlohn GmbH sind ein Kommunalunternehmen in Iserlohn. Unter dem Markennamen „Heimatversorger“ beliefern die Stadtwerke regional und überregional Geschäfts- und Privatkunden mit Strom, Erdgas, Fernwärme und Wasser. Teil der Unternehmenstätigkeit sind zudem Dienstleistungen zur Energieeffizienz und Energieberatung.

## Geschichte

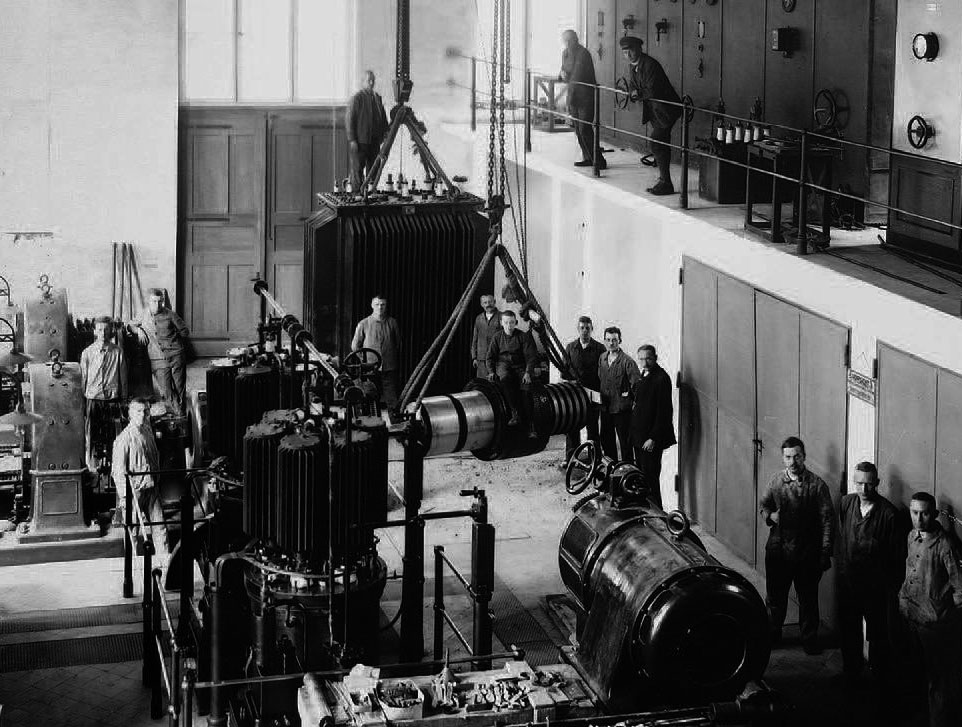
Iserlohner Umspannwerk (1908)

Die Stadtwerke Iserlohn wurden ursprünglich am 27. August 1856 als Gas-Aktiengesellschaft gegründet. Mit dem einjährigen Bau einer „Gas-Bereitungs-Anstalt zur Erleuchtung der Stadt Iserlohn“ schloss sich die Stadt mit  damals ca. 13.000 Einwohnern anderen Städten an, die bereits über eine eigene Gasbeleuchtung für Straßen, öffentliche Plätze und städtische Gebäude verfügten.
Im Jahr 1869 wurde mit der Planung einer zentralen Wasserversorgung für die Stadt Iserlohn begonnen. Damit sollte das Netzwerk von Holzröhren abgelöst werden, das bis dahin die Brunnen auf dem Stadtgebiet mit umliegenden Teichen verband. Planung und Bau dauerten bis 1875 an und wurden durch die Inbetriebnahme eines Hochbehälters abgeschlossen, der ein Fassungsvermögen von 1000 m³ hatte.
Die Gasanstalt ging am 21. März 1897 in den Besitz der Stadt Iserlohn über.
Die Stromversorgung für Iserlohn begann mit der Beteiligung an einem kommunalen Elektrizitätswerk in Herdecke an der Ruhr. Damit konnte ab 1908 durch die Errichtung eines Umspannwerks der damals übliche Gleichstrom mit einer Spannung von 220 Volt auf dem gesamten Stadtgebiet genutzt werden. Um 1923 umfasste das Verteilernetz ca. 34 km Leitungen. Die Umstellung von Gleich- auf Wechselstrom (Drehstrom) begann bereits 1924 und forderte umfassende Änderungen der Versorgungsverhältnisse und die Neuverlegung von Kabeln. Die Modernisierung konnte aber aufgrund der nachfolgenden Kriegsjahre erst 1949 vollständig abgeschlossen werden.
In den 1950er-Jahren wurde das Stromnetz weiter ausgebaut, um den wachsenden Bedarf der Einwohner und der über 300 Industriebetriebe zu decken; 1955 betrug die Stromabgabe 28,7 Mio. Kilowattstunden.
Mit dem Beginn der 1960er-Jahre wurde die Eigenproduktion von Kokereigas aufgegeben. Das Gas zur städtischen Versorgung wurde fortan von der Westfälischen Ferngas AG in Dortmund bezogen.

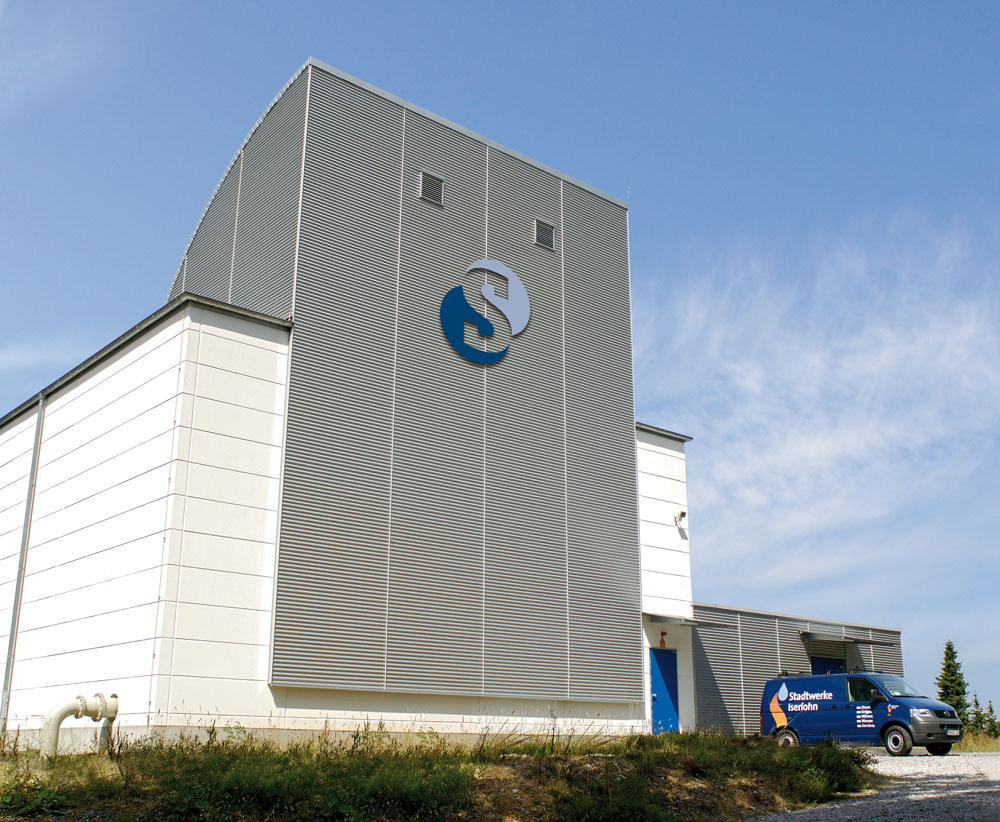
Wasserwerk Krug von Nidda

Zum 100-jährigen Jubiläum der Stadtwerke wurden 1965 auch 100 Jahre Gasversorgung, 75 Jahre Wasserversorgung und 50 Jahre Stromversorgung gefeiert. Die Mitarbeiterzahl hatte sich seit 1911 von 80 auf 175 Beschäftigte mehr als verdoppelt.
Ab 1965 wurde die Versorgung mit Fernwärme aufgenommen. Zunächst wurde die Überschusswärme des Müllheizwerkes genutzt, bis ein eigenständiges Heizkraftwerk und eine Fernwärmeanlage ans Netz angebunden wurden. Das Müllheizwerk wurde 1981 zu einem Müllheizkraftwerk umgebaut und an das Energienetz der Stadt angeschlossen.
Am 1. Januar 1968 wurde aus dem Eigenbetrieb der Gas-Bereitungs-Anstalt die Stadtwerke Iserlohn GmbH. Damit ging 1971 auch das Absetzen von Kokereigas zugunsten des umweltfreundlicheren Erdgases einher. Im Zuge dessen wurde auch die Gasbeleuchtung der Stadt Iserlohn abgeschaltet und durch elektrische Lichtquellen ersetzt. Der Bezug von Erdgas wurde durch langfristige Einkaufsverträge abgesichert und der letzte Gasometer 1983 vom Netz genommen. Gleichzeitig wurde die grundsätzliche Gasversorgung erweitert und das Netz mit der Versorgungsübernahme in Letmathe, Kalthof und Hennen nahezu verdoppelt.
Aus den Stadtwerken Iserlohn entstand schließlich am 1. Juni 1989 mit der Gründung der Gesellschaft für Kommunalwirtschaft mbH und der Bädergesellschaft mbH der Stadtwerke-Konzern.
Mit der Gründung der Energie AG Iserlohn-Menden 1993 wurde infolge gesetzlicher Änderungen zwei Jahre später die Stromversorgung von Netzgebieten auch außerhalb Iserlohns übernommen. Im Zuge der Liberalisierung des Strommarktes wurden im Laufe der 1990er Jahre weitere Anstrengungen zur Netzausweitung unternommen.
In den Jahren 1999/2000 wurde als Auftakt zur Nutzung der effizienten umweltfreundlichen Kraft-Wärme-Kopplung ein Blockheizkraftwerk mit einer elektrischen Nennleistung von 5,4 MW in Betrieb genommen. 2002 erfolgte eine Erweiterung und Leistungssteigerung auf 8,1 MW.
Zum 31. Dezember 2005 umfasste das Verteilernetz ca. 270 km Leitungen. Mit der Inbetriebnahme eines neuen Wasserwerkes auf Stadtgebiet wurde 2006 im Rahmen der neuen Trinkwasserverordnung auch das komplette Wassermanagement der Stadt überarbeitet und die Rohwässer aus den vier örtlichen Wasserwerken zentral zusammengeführt. Zwei Jahre später wurde das Netzgebiet auf die Gemeinde Nachrodt-Wiblingwerde ausgeweitet. Die Strom- und Erdgasnetze gingen 2008 in den Besitz der Stadtwerke Iserlohn über. 2009 und in den Folgejahren wurden weitere Anlagen für erneuerbare Energien in Betrieb genommen, darunter Photovoltaikanlagen und mit Wasserkraft betriebene Energierückgewinnungsanlagen. Zusammen mit der Stadt Iserlohn und der Sparkasse Iserlohn ließen die Stadtwerke ein Solarpotenzialkataster erstellen, mit dessen Hilfe Hauseigentümer ihre Gebäude auf die Anwendung von PV-Anlagen einschätzen lassen können. Zudem begann der Ausbau der E-Mobilität mit der ersten Stromtankstelle im Märkischen Kreis und der Aufnahme von Elektrofahrzeugen in den Unternehmensfuhrpark.
Seit 2012 sind die Stadtwerke Iserlohn einer der Hauptsponsoren des DEL-Eishockeyvereins Iserlohn Roosters; den Betrieb der Eissporthalle übernahm die Bädergesellschaft mbH. Im selben Jahr wurde zudem in unmittelbarer Nähe ein Blockheizkraftwerk mit einer elektrischen Leistung von 400 kW und einer thermischen Leistung von 500 kW von der Bädergesellschaft fertiggestellt, mit dem die Eissporthalle betrieben wird.
Als 2013 das Land Nordrhein-Westfalen Fördermittel zur Kraft-Wärme-Kopplung ausschrieb, erarbeiteten die Stadtwerke Iserlohn ein Konzept zur Implementierung von KWK in Gebäuden. Bis zum Projektende (2018) konnten in vielen Gebäuden wie Schulen und Turnhallen Brennstoffzellen, die aus Fördergeldern finanziert wurden, installiert werden.
2014 übertrug die Stadt Iserlohn den Stadtwerken erneut die Konzessionen für das regionale Strom- und Erdgasnetz. Für die Einbindung erneuerbarer Energien wurde die Stadt Iserlohn als KWK-Modellkommune vom Umweltministerium NRW ausgezeichnet.
Seit 2017 beteiligen sich die Stadtwerke an der Stadtwerke-Kooperation Trianel.

## Eigentümer und Betriebsstruktur
Sämtliche Anteile der Stadtwerke Iserlohn GmbH hält die Gesellschaft für Kommunalwirtschaft Iserlohn mbH (GfK), deren alleinige Gesellschafterin die Stadt Iserlohn ist. Die GfK hält zudem Anteile an der Bädergesellschaft Iserlohn mbH (95 %) und der Energie AG Iserlohn (100 %).
Die Geschäftsleitung obliegt dem Geschäftsführer Reiner Timmreck. 
| Beteiligungsunternehmen                                         | Beteiligungsquote % |
| Stadtwerke Iserlohn GmbH, Iserlohn*                             | 100                 |
| Energie AG Iserlohn, Iserlohn**                                 | 100                 |
| NED Nachhaltige Energiedienstleistungs GmbH, Iserlohn**         | 100                 |
| MEHR - märkische energie und mehr GmbH, Iserlohn**              | 50                  |
| TeleMark Telekommunikationsgesellschaft Mark mbH, Lüdenscheid** | 53,33               |
| Elementerra GmbH, Iserlohn**                                    | 53,24               |
| Windkraft Versetalsperre GmbH & Co. KG, Lüdenscheid**           | 70                  |
| Märkische Windkraft Verwaltungs GmbH, Hagen**                   | 70                  |
| Bädergesellschaft Iserlohn mbH, Iserlohn*                       | 95                  |

* Beherrschungs- und Ergebnisabführungsvertrag
** mittelbare Beteiligung

## Einsatz erneuerbarer Energien

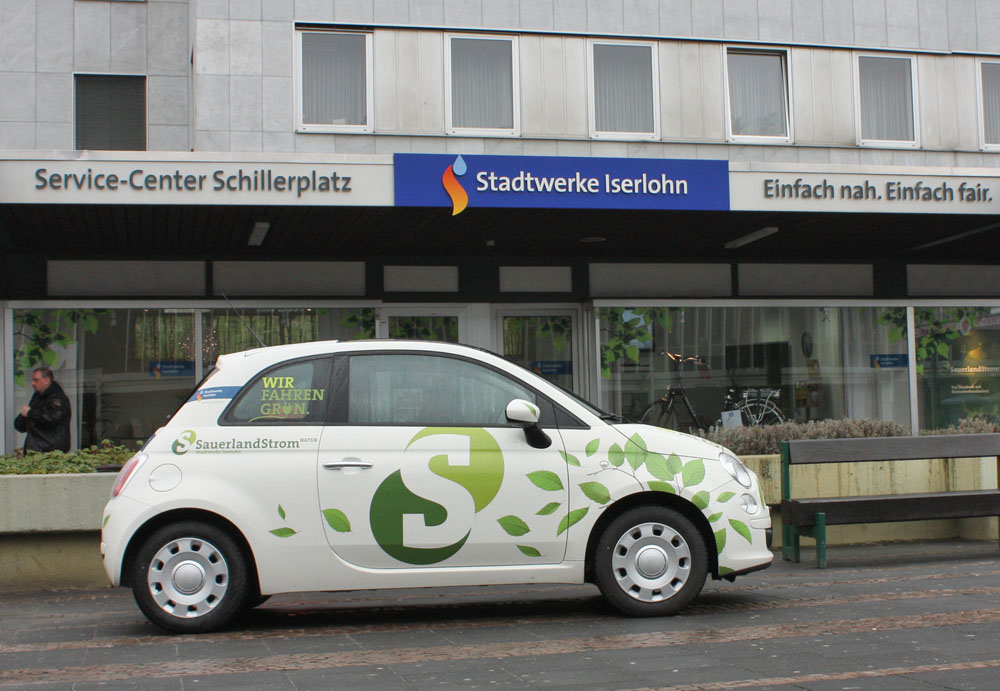
Elektrofahrzeug der Stadtwerke Iserlohn (2011)

Ein wichtiger Aspekt des Kerngeschäfts der Stadtwerke Iserlohn GmbH ist die Förderung und Bereitstellung von Strom aus erneuerbaren Energien.
Die Stadtwerke Iserlohn GmbH ist Mitglied der Trianel Erneuerbare Energien GmbH & Co. KG (TEE) und widmen sich in diesem Joint-Venture zusammen mit 37 anderen Stadtwerken für die Umsetzung und den Betrieb von EEG-Projekten. Die Stadtwerke Iserlohn GmbH ist mit ca. 4 % an der TEE beteiligt und sieht eine Gesamtinvestition von 5 Mio. € vor.
Als Mitglieder der TOBI Windenergie GmbH, die 15 kommunale Energie- und Wasserversorgungsunternehmen umfasst, sind sie mit 12,86 % Unternehmensanteilen beteiligt. Die TOBI betreibt unter anderem 23 Windkraftanlagen an 10 Standorten in Deutschland, aus denen die Stadtwerke Iserlohn einen jährlichen Stromproduktionsanteil von 10,34 Mio. kWh (entspricht der Versorgung von ca. 3400 Haushalten) gewinnen.
Seit 2015 sind die Stadtwerke Iserlohn zusammen mit acht weiteren Stadtwerken an zwei Windparks beteiligt. Aus der Windkraftanlage der HSW Windpark Kladrum GmbH & Co. KG in Ostdeutschland werden jährlich 0,9 Mio. kWh gewonnen. Die zweite Anlage der HSW Windpark Groß-Niendorf GmbH & Co. KG liefert den Stadtwerken Iserlohn 2,2 Mio. kWh.
Im Rahmen der Green Gecco Beteiligungsgesellschaft mbH und Co. KG verfolgen die Stadtwerke Iserlohn zusammen mit 29 anderen Stadtwerken die europaweite Entwicklung, Identifizierung und Realisierung von Projekten zu regenerativen Energien. Die Stadtwerke Iserlohn sind an dem Joint Venture mit 4,034 % beteiligt und beziehen aus den insgesamt 53 Windkraftanlagen an sieben Standorten 3,90 Mio. kWh jährlich (entspricht der Versorgung von ca. 1300 Haushalten).
Im Rahmen der märkische energie und mehr GmbH (MEHR), die jeweils zu 50 % von der Stadtwerke Iserlohn GmbH und der AquaMagis Plettenberg GmbH getragen wird, wird mit einer Freiflächenphotovoltaikanlage in Altenburg (Thüringen) ein Stromproduktionsanteil von 0,5 Mio. kWh (ca. 170 Haushalte) erzielt.
Zwei weitere Freiflächenphotovoltaikanlagen werden von der Elementerra GmbH (53,2 % Beteiligung der Energie AG Iserlohn) in Fischbach (Rheinland-Pfalz) betrieben. Sie wurden 2011 errichtet und erzeugen einen Stromproduktionsanteil von 0,9 Mio. kWh (ca. 300 Haushalte).
Zusammengenommen erzeugen diese Projekte mit insgesamt 118 Anlagen eine Produktionsanteil von 35 Mio. kWh, mit denen die Stadtwerke Iserlohn ca. 11.720 Haushalte jährlich versorgen können.

## Sport- und Kulturförderungen
Die Stadtwerke Iserlohn GmbH ist unter anderem Hauptsponsor der Eishockey-Mannschaft Iserlohn Roosters.